# Транснефть – Порт Козьмино
ООО «Транснефть — Порт Ко́зьмино» — российская стивидорная компания, оператор нефтеналивного терминала в порту Восточном. С декабря 2012 года — конечная точка трубопровода ВСТО.

## Общие сведения
Входит в компанию «Транснефть». Грузооборот в 2010 году составил 15,3 млн тонн. Полное наименование — Общество с ограниченной ответственностью «Специализированный морской нефтеналивной порт Козьмино». Штаб-квартира — в Находке.
Терминал располагается в бухте Козьмино залива Находка на территории Находкинского городского округа и Партизанского муниципального района Приморского края. Открыт при участии Владимира Путина 28 декабря 2009 года. Сырая нефть доставляется железной дорогой до нефтеперегрузочной станции Грузовая, и далее транспортируется по 23-километровому подземному трубопроводу до терминала в бухте Козьмино.
В 2010 году терминал принял 150 танкеров под флагом иностранных государств, в среднем через день из порта выходил 1 гружённый танкер водоизмещением до 100 тысяч тонн.
Большинство танкеров относилось к типу «Афрамакс». По мнению экспертов Ллойда полноценное введение в строй нефтепровода ВСТО приведёт к росту рынка кораблей этого класса, которые могут принимать все порты назначения.

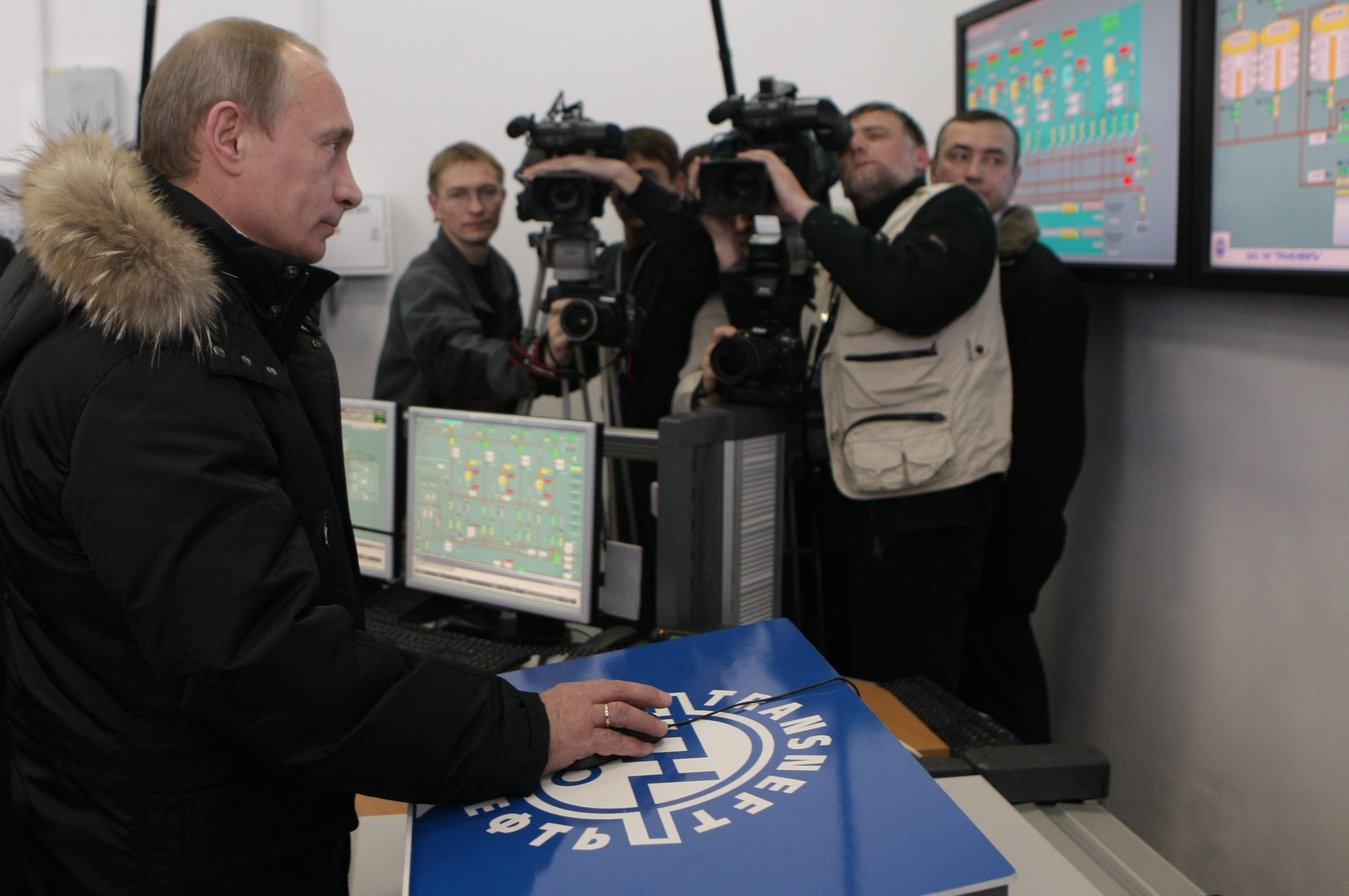
В. В. Путин осуществил торжественный пуск в эксплуатацию нефтепроводной системы «Восточная Сибирь — Тихий Океан»

Перечислено налогов в бюджет городского округа 270 млн рублей. На Японию пришлось 30 % экспортной нефти, Республику Корея — 29 %, США — 16 %, Таиланд — 11 %, Китай — 8 %, Филиппины — 3 %, Сингапур — 2 % и Китайскую Республику — 1 %. Планируется увеличение грузооборота до 50 млн тонн нефти в год после окончания строительства нефтепровода «Восточная Сибирь — Тихий океан» к 2015 году. В 2015 году мощность ВСТО-1 была увеличена до 58 млн т в год.
Объект относится ко II классу опасности. На производстве внедрена система экологического аудита стандарта ISO 14001:2004, имеется установка рекуперации паров нефтепродуктов, выделяемых танкерами. При наливе нефти в танкер в радиусе 30 метров применяются боновые заграждения, предотвращающие распространение возможного нефтяного пятна по акватории залива. Промышленные стоки поступают на очистные сооружения, расположенные на площадке нефтебазы. Постоянный контроль за уровнем загрязнения балластных вод, сбрасываемых танкерами, осуществляют специалисты экологической и химической лабораторий.
14 января 2011 года руководство «Транснефти» заявило о возможной передаче одной из технологических площадок (сливных железнодорожных эстакад) «Спецморнефтепорта Козьмино» в собственность «Роснефти», планирующей строительство нефтехимического производства в районе порта Восточного.
В декабре 2012 года была завершена вторая очередь трубопровода ВСТО.

## Экология
Неподалёку от нефтеналивного причала «Спецморнефтепорта Козьмино» находится так называемая «гребешковая ферма». Она расположена прямо в море. Экологи компании «Транснефть» стали выращивать и следить за состоянием морских гребешков в этом районе не случайно. Гребешок является индикатором, показывающим чистоту моря. Он способен накапливать в себе загрязняющие вещества и тем самым показывать экологическую обстановку на том или ином объекте. В ходе наблюдения был замечен стремительный подъём роста, веса и размножения ракушек, что говорит о хорошей экологической обстановке в районе «СМНП Козьмино». Также стал наблюдаться прирост морских ежей, звёзд и других морских обитателей.